# Ezero Streževo
Ezero Streževo (makedonska: Езеро Стрежево) är en reservoar i Nordmakedonien. Den ligger i kommunen Bitola, i den sydvästra delen av landet, 100 kilometer söder om huvudstaden Skopje. Ezero Streževo ligger 726 meter över havet. Arean är 3,0 kvadratkilometer. Den sträcker sig 3,9 kilometer i nord-sydlig riktning, och 3,5 kilometer i öst-västlig riktning.
Följande samhällen ligger vid Ezero Streževo:
- Lera (444 invånare)
- Streževo (366 invånare)